# Gylfi Sigurðsson
Gylfi Thor Sigurdsson (sinh ngày 9 tháng 9 năm 1989) là cầu thủ bóng đá người Iceland thi đấu ở vị trí tiền vệ tấn công cho câu lạc bộ Valur và đội tuyển bóng đá quốc gia Iceland.

## Sự nghiệp bóng đá

### Reading
Gylfi Sigurdsson bắt đầu sự nghiệp bóng đá chuyên nghiệp ở Reading. Tại đây anh đã chơi rất tốt khi ra sân 42 lần và ghi 19 bàn. Mùa giải 2009-10, anh được bình chọn là cầu thủ xuất sắc nhất của Reading.

### TSG 1899 Hofenheim
Sau hai mùa giải được Shrewsbury Town và Crewe Alexandra mượn, anh chuyển sang 1899 Hofenheim từ năm 2010-2012. Anh lại một lần nữa được bình chọn là cầu thủ xuất sắc nhất của đội bóng này.

### Tottenham Hotspur
Năm 2012, Gylfi được Spurs mua anh về với mức phí 8.8 triệu bảng. Tại đây, anh được mặc áo số 22. Anh đã ra sân 58 lần và ghi được 8 bàn.

### Swansea City
Năm 2013, anh được Swansea đưa về và trao đổi với Tottenham là Ben Davies.

### Everton
Kỳ chuyển nhượng hè 2017, anh chuyển sang khoác áo Everton với giá 45 triệu bảng, trở thành cầu thủ đắt giá nhất lịch sử Everton.

## Sự nghiệp đội tuyển quốc gia

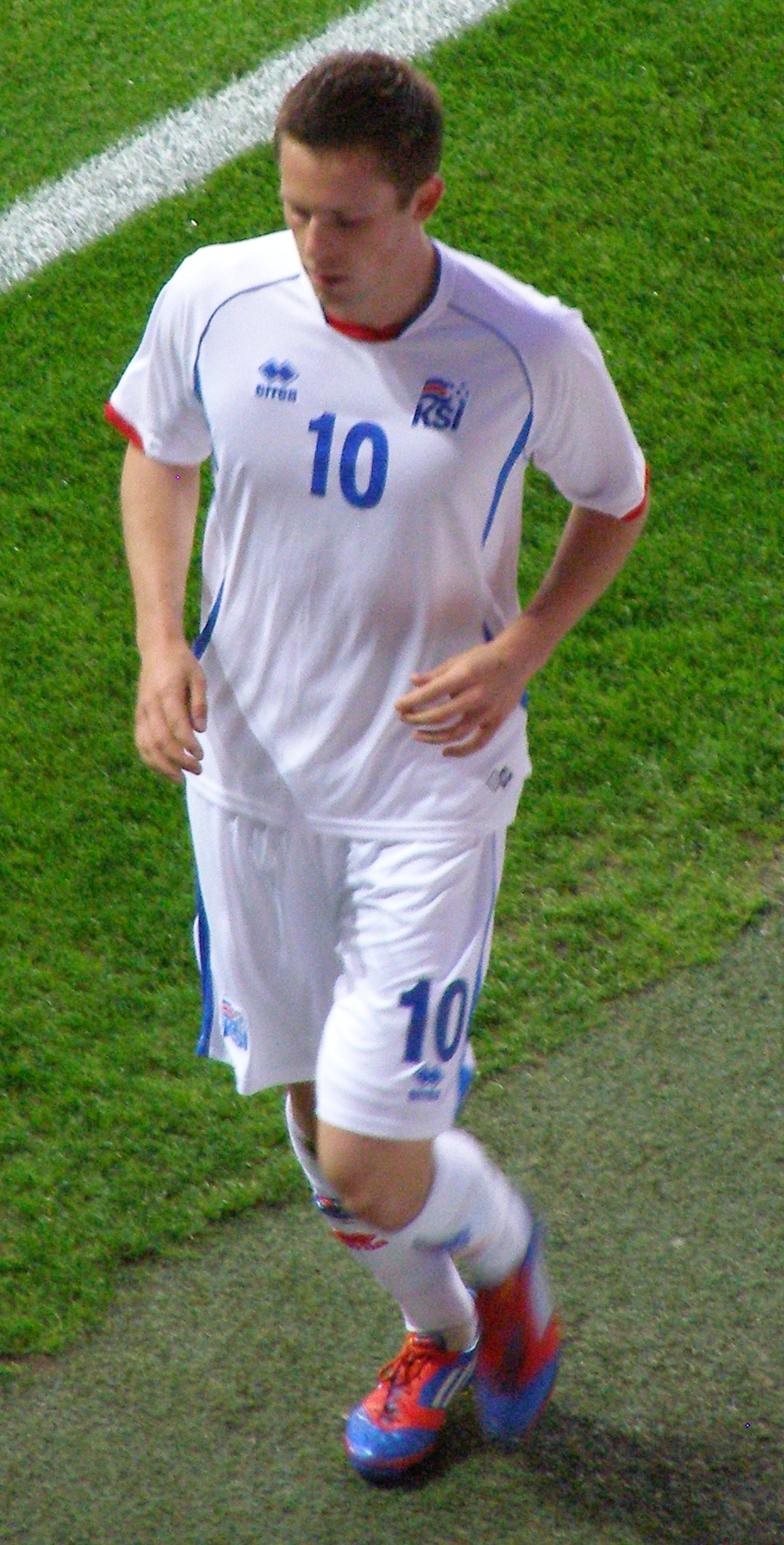
Gylfi đang thi đấu cho đội tuyển quốc gia Iceland năm 2012

Anh mặc áo số 10 của đội tuyển. Anh khoác áo 64 trận và ghi được 20 bàn.

### UEFA Euro 2016
Đây là giải đấu lớn đầu tiên của anh. Trong 5 trận đấu, anh đá ở vị trí tiền vệ trung tâm. Anh cũng đã ghi một bàn từ chấm penalty trong trận gặp Hungary. Anh tiếp tục ra sân trong trận còn lại của bảng F gặp Áo. Đội tuyển Iceland sau đó bất ngờ đánh bại đội tuyển Anh với tỉ số 2-1 rồi lọt vào đến tứ kết trước khi để thua chủ nhà Pháp với tỉ số 2-5.

### World Cup 2018
Đây là giải đấu lớn đầu tiên của anh. Tại giải đấu này, anh chỉ có được một bàn thắng trong trận thua 1-2 trước Croatia. Chung cuộc đội tuyển Iceland rời giải với chỉ vỏn vẹn 1 điểm, 1 trận hòa và 2 trận thua, chỉ ghi được 2 bàn thắng và bị thủng lưới 5 bàn.

## Thống kê sự nghiệp

### Câu lạc bộ
Tính đến 7 tháng 11 năm 2020.
| Câu lạc bộ          | Câu lạc bộ             | Câu lạc bộ          | Giải đấu       | Giải đấu       | Cúp quốc gia | Cúp quốc gia | Cúp liên đoàn | Cúp liên đoàn | Châu lục | Châu lục | Khác | Khác | Tổng cộng | Tổng cộng |
| Mùa giải            | Câu lạc bộ             | Giải đấu            | Trận           | Bàn            | Trận         | Bàn          | Trận          | Bàn           | Trận     | Bàn      | Trận | Bàn  | Trận      | Bàn       |
| Anh                 | Anh                    | Anh                 | Premier League | Premier League | FA Cup       | FA Cup       | League Cup    | League Cup    | Châu Âu  | Châu Âu  | Khác | Khác | Tổng cộng | Tổng cộng |
| ------------------- | ---------------------- | ------------------- | -------------- | -------------- | ------------ | ------------ | ------------- | ------------- | -------- | -------- | ---- | ---- | --------- | --------- |
| 2008–09             | Reading                | Championship        | 0              | 0              | 1            | 0            | 2             | 0             | -        | -        | -    | -    | 3         | 0         |
| 2008–09             | Shrewsbury Town (mượn) | League Two          | 5              | 1              | -            | -            | -             | -             | -        | -        | 1    | 0    | 6         | 1         |
| 2008–09             | Crewe Alexandra (mượn) | League One          | 15             | 3              | -            | -            | -             | -             | -        | -        | -    | -    | 15        | 3         |
| 2009–10             | Reading                | Championship        | 38             | 17             | 5            | 3            | 1             | 1             | -        | -        | -    | -    | 44        | 21        |
| 2010–11             | Reading                | Championship        | 4              | 2              | 0            | 0            | 0             | 0             | -        | -        | -    | -    | 4         | 2         |
| Đức                 | Đức                    | Đức                 | Bundesliga     | Bundesliga     | DFB-Pokal    | DFB-Pokal    | -             | -             | Châu Âu  | Châu Âu  | Khác | Khác | Tổng cộng | Tổng cộng |
| 2010–11             | 1899 Hoffenheim        | Bundesliga          | 29             | 9              | 3            | 1            | -             | -             | -        | -        | -    | -    | 32        | 10        |
| 2011–12             | 1899 Hoffenheim        | Bundesliga          | 7              | 0              | 0            | 0            | -             | -             | -        | -        | -    | -    | 7         | 0         |
| Anh                 | Anh                    | Anh                 | Premier League | Premier League | FA Cup       | FA Cup       | League Cup    | League Cup    | Châu Âu  | Châu Âu  | Khác | Khác | Tổng cộng | Tổng cộng |
| 2011–12             | Swansea City (mượn)    | Premier League      | 18             | 7              | 1            | 0            | 0             | 0             | -        | -        | -    | -    | 19        | 7         |
| 2012–13             | Tottenham Hotspur      | Premier League      | 33             | 3              | 3            | 0            | 2             | 1             | 12       | 3        | -    | -    | 50        | 7         |
| 2013–14             | Tottenham Hotspur      | Premier League      | 25             | 5              | 0            | 0            | 2             | 1             | 8        | 0        | -    | -    | 35        | 6         |
| 2014–15             | Swansea City           | Premier League      | 32             | 7              | 1            | 1            | 2             | 1             | —        | —        | —    | —    | 35        | 9         |
| 2015–16             | Swansea City           | Premier League      | 36             | 11             | 0            | 0            | 1             | 0             | —        | —        | —    | —    | 37        | 11        |
| 2016–17             | Swansea City           | Premier League      | 38             | 9              | 1            | 0            | 1             | 1             | —        | —        | —    | —    | 37        | 10        |
| Tổng cộng Swansea   | Tổng cộng Swansea      | Tổng cộng Swansea   | 106            | 27             | 2            | 1            | 4             | 2             | —        | —        | —    | —    | 112       | 30        |
| 2017–18             | Everton                | Premier League      | 27             | 4              | 1            | 1            | 0             | 0             | 5        | 1        | —    | —    | 33        | 6         |
| 2018–19             | Everton                | Premier League      | 38             | 13             | 2            | 0            | 1             | 1             | —        | —        | —    | —    | 41        | 14        |
| 2019–20             | Everton                | Premier League      | 35             | 2              | 1            | 0            | 2             | 1             | —        | —        | —    | —    | 38        | 3         |
| 2020–21             | Everton                | Premier League      | 8              | 0              | 0            | 0            | 3             | 1             | —        | —        | —    | —    | 11        | 1         |
| Tổng cộng Everton   | Tổng cộng Everton      | Tổng cộng Everton   | 108            | 19             | 4            | 1            | 6             | 3             | 5        | 1        | —    | —    | 123       | 24        |
| Tổng cộng sự nghiệp | Tổng cộng sự nghiệp    | Tổng cộng sự nghiệp | 388            | 92             | 18           | 6            | 17            | 8             | 24       | 4        | 1    | 0    | 448       | 111       |

* Khác – Football League Trophy

### Quốc tế
Tính đến 16 tháng 10 năm 2023
| Iceland   | Iceland | Iceland |
| Năm       | Trận    | Bàn     |
| --------- | ------- | ------- |
| 2010      | 3       | 0       |
| 2011      | 3       | 1       |
| 2012      | 8       | 1       |
| 2013      | 8       | 3       |
| 2014      | 6       | 4       |
| 2015      | 7       | 3       |
| 2016      | 13      | 2       |
| 2017      | 7       | 4       |
| 2018      | 9       | 2       |
| 2019      | 10      | 2       |
| 2020      | 4       | 3       |
| 2023      | 2       | 2       |
| Tổng cộng | 80      | 27      |

### Bàn thắng quốc tế
Bàn thắng và kết quả của Iceland được để trước.
| #  | Ngày                 | Địa điểm                                   | Đối thủ       | Bàn thắng | Kết quả | Giải đấu                      |
| -- | -------------------- | ------------------------------------------ | ------------- | --------- | ------- | ----------------------------- |
| 1  | 7 tháng 10 năm 2011  | Sân vận động Dragão, Porto, Bồ Đào Nha     | Bồ Đào Nha    | 3–5       | 3–5     | Vòng loại UEFA Euro 2012      |
| 2  | 12 tháng 10 năm 2012 | Sân vận động Qemal Stafa, Tirana, Albania  | Albania       | 2–1       | 2–1     | Vòng loại FIFA World Cup 2014 |
| 3  | 22 tháng 3 năm 2013  | Sân vận động Stožice, Ljubljana, Slovenia  | Slovenia      | 1–1       | 2–1     | Vòng loại FIFA World Cup 2014 |
| 4  | 22 tháng 3 năm 2013  | Sân vận động Stožice, Ljubljana, Slovenia  | Slovenia      | 2–1       | 2–1     | Vòng loại FIFA World Cup 2014 |
| 5  | 11 tháng 10 năm 2013 | Laugardalsvöllur, Reykjavík, Iceland       | Síp           | 2–0       | 2–0     | Vòng loại FIFA World Cup 2014 |
| 6  | 9 tháng 9 năm 2014   | Laugardalsvöllur, Reykjavík, Iceland       | Thổ Nhĩ Kỳ    | 2–0       | 3–0     | Vòng loại UEFA Euro 2016      |
| 7  | 10 tháng 10 năm 2014 | Sân vận động Skonto, Riga, Latvia          | Latvia        | 1–0       | 3–0     | Vòng loại UEFA Euro 2016      |
| 8  | 13 tháng 10 năm 2014 | Laugardalsvöllur, Reykjavík, Iceland       | Hà Lan        | 1–0       | 2–0     | Vòng loại UEFA Euro 2016      |
| 9  | 13 tháng 10 năm 2014 | Laugardalsvöllur, Reykjavík, Iceland       | Hà Lan        | 2–0       | 2–0     | Vòng loại UEFA Euro 2016      |
| 10 | 3 tháng 9 năm 2015   | Amsterdam ArenA, Amsterdam, Hà Lan         | Hà Lan        | 1–0       | 1–0     | Vòng loại UEFA Euro 2016      |
| 11 | 10 tháng 10 năm 2015 | Laugardalsvöllur, Reykjavík, Iceland       | Latvia        | 2–0       | 2–2     | Vòng loại UEFA Euro 2016      |
| 12 | 13 tháng 11 năm 2015 | Sân vận động Quốc gia, Warszawa, Ba Lan    | Ba Lan        | 1–0       | 2–4     | Giao hữu                      |
| 13 | 1 tháng 6 năm 2016   | Sân vận động Ullevaal, Oslo, Na Uy         | Na Uy         | 2–3       | 2–3     | Giao hữu                      |
| 14 | 18 tháng 6 năm 2016  | Sân vận động Vélodrome, Marseille, Pháp    | Hungary       | 1–0       | 1–1     | UEFA Euro 2016                |
| 15 | 24 tháng 3 năm 2017  | Sân vận động Loro Boriçi, Shkodër, Albania | Iceland       | 2–0       | 2–1     | Vòng loại FIFA World Cup 2018 |
| 16 | 5 tháng 9 năm 2017   | Laugardalsvöllur, Reykjavík, Iceland       | Ukraina       | 1–0       | 2–0     | Vòng loại FIFA World Cup 2018 |
| 17 | 5 tháng 9 năm 2017   | Laugardalsvöllur, Reykjavík, Iceland       | Ukraina       | 2–0       | 2–0     | Vòng loại FIFA World Cup 2018 |
| 18 | 9 tháng 10 năm 2017  | Laugardalsvöllur, Reykjavík, Iceland       | Kosovo        | 1–0       | 2–0     | Vòng loại FIFA World Cup 2018 |
| 19 | 2 tháng 6 năm 2018   | Laugardalsvöllur, Reykjavík, Iceland       | Na Uy         | 2–1       | 2–3     | Giao hữu                      |
| 20 | 26 tháng 6 năm 2018  | Rostov Arena, Rostov-on-Don, Nga           | Croatia       | 1–1       | 1–2     | FIFA World Cup 2018           |
| 21 | 10 tháng 9 năm 2019  | Elbasan Arena, Elbasan, Albania            | Albania       | 1–1       | 2–4     | Vòng loại UEFA Euro 2020      |
| 22 | 17 tháng 11 năm 2019 | Sân vận động Zimbru, Chișinău, Moldova     | Moldova       | 2–1       | 2–1     | Vòng loại UEFA Euro 2020      |
| 23 | 8 tháng 10 năm 2020  | Laugardalsvöllur, Reykjavík, Iceland       | România       | 1–0       | 2–1     | Vòng loại UEFA Euro 2020      |
| 24 | 8 tháng 10 năm 2020  | Laugardalsvöllur, Reykjavík, Iceland       | România       | 2–0       | 2–1     | Vòng loại UEFA Euro 2020      |
| 25 | 12 tháng 11 năm 2011 | Puskás Aréna, Budapest, Hungary            | Hungary       | 1–0       | 1–2     | Vòng loại UEFA Euro 2020      |
| 26 | 16 tháng 10 năm 2023 | Laugardalsvöllur, Reykjavík, Iceland       | Liechtenstein | 1–0       | 4–0     | Vòng loại UEFA Euro 2024      |
| 27 | 16 tháng 10 năm 2023 | Laugardalsvöllur, Reykjavík, Iceland       | Liechtenstein | 3–0       | 4–0     | Vòng loại UEFA Euro 2024      |

## Đời sống riêng tư
Sigurdsson có một người vợ là Alexanndra Ivarsdottir, hoa hậu Iceland 2008.